# Варакута, Даниил Андреевич
Дании́л Андре́евич Вараку́та (укр. Данило Андрійович Варакута; род. 4 ноября 2001, Херсон) — украинский футболист, вратарь клуба «Металлист 1925».

## Биография
Начал играть в футбол в шесть лет. Занимался футболом в системе херсонской «Освиты». Его первым тренером стал Андрей Руденко, позднее Варакута тренировался у Игоря Шелеста. Проходил сборы в днепровском «Днепре».
В детско-юношеской футбольной лиге Украины выступал за николавский СДЮСШОР (2014—2015), одесские ДЮСШ-11 (2016) и «Черноморец» (2017—2018).
В сезоне 2017/18 дебютировал за «Черноморец» в чемпионате Украины среди юношеских команд, а в следующем сезоне — в молодёжном первенстве страны. В январе 2019 года был приглашён на сборы основной команды «Черноморца», которые проходили в Турции. Первую половину сезона 2019/20 молодой голкипер играл за фарм-клуб — «Черноморец-2» во Второй лиге Украины.
Официальный дебют в основе «моряков» состоялся 3 августа 2020 года в матче Первой лиги Украины против «Металлиста 1925» (0:0). По итогам сезона 2020/21 «Черноморец» добился возвращения в Премьер-лигу, а руководство клуба перед стартом нового сезона заключило с вратарём новый контракт. Впервые в Премьер-лиге Украины Даниил Варакута сыграл 6 августа 2021 года в игре против «Металлиста 1925» (2:3).

## Статистика
| Сезон   | Клуб                | Лига                 | Чемпионат | Чемпионат | Кубок | Кубок | U-21 | U-21 | U-19 | U-19 |
| Сезон   | Клуб                | Лига                 | Игры      | Голы      | Игры  | Голы  | Игры | Голы | Игры | Голы |
| ------- | ------------------- | -------------------- | --------- | --------- | ----- | ----- | ---- | ---- | ---- | ---- |
| 2017/18 | Черноморец (Одесса) | Премьер-лига Украины |           |           |       |       | 0    | 0    | 1    | −2   |
| 2018/19 | Черноморец (Одесса) | Премьер-лига Украины |           |           | 0     | 0     | 12   | −?   | 9    | −?   |
| 2019/20 | Черноморец (Одесса) | Первая лига Украины  | 2         | −1        | 0     | 0     | —    | —    | —    | —    |
| 2019/20 | → Черноморец-2      | Вторая лига Украины  | 12        | −?        | —     | —     | —    | —    | —    | —    |
| 2020/21 | Черноморец (Одесса) | Первая лига Украины  | 11        | −12       | 1     | −1    | —    | —    | —    | —    |
| 2021/22 | Черноморец (Одесса) | Премьер-лига Украины | 1         | −3        |       |       |      |      |      |      |